# Bahnhof Toyoake
Der Bahnhof Toyoake (jap. 豊明駅, Toyoake-eki) ist ein Bahnhof auf der japanischen Insel Honshū. Er wird von der Bahngesellschaft Meitetsu (Nagoya Tetsudō) betrieben und befindet sich in der Präfektur Aichi auf dem Gebiet der Stadt Toyoake südöstlich von Nagoya.

## Verbindungen
Toyoake ist ein Zwischenbahnhof an der Meitetsu Nagoya-Hauptlinie, der wichtigsten Bahnstrecke der Gesellschaft Meitetsu, die von Toyohashi über Nagoya nach Gifu führt. Tagsüber werden in der Regel sechs Züge je Stunde in beiden Richtungen angeboten. Eilzüge der Zuggattung Express haben ihre östliche Endstation in Toyoake und fahren von hier aus im Halbstundentakt über Kanayama und Meitetsu Nagoya nach Saya. Während der Hauptverkehrszeit halten zusätzlich Rapid Limited Express, die Nishio mit Chiryū, Meitetsu Nagoya und Saya verbinden. Lokalzüge mit Halt an allen Bahnhöfen fahren im Viertelstundentakt von Higashi-Okazaki über Chiryū und Meitetsu Nagoya nach Iwakura (jeder zweite davon weiter bis Inuyama). Auf dem östlichen Bahnhofsvorplatz gibt es eine Bushaltestelle; diese wird von einer Buslinie bedient, die im Auftrag der Stadt von der Gesellschaft Meitetsu Bus betrieben wird.

## Anlage
Der Bahnhof steht nahe dem südlichen Stadtrand im Stadtteil Anochō. Das Gebiet östlich davon ist von Wohnvierteln geprägt, während die Westseite von der größten Blumengroßmarkthalle Japans und einer Autobahnverzweigung dominiert wird. Die Anlage ist von Nordwesten nach Südosten ausgerichtet und umfasst sechs Gleise, die alle dem Personenverkehr dienen. Diese liegen an drei teilweise überdachten Mittelbahnsteigen. Darüber spannt sich das Empfangsgebäude in Form eines Reiterbahnhofs, mit dem Haupteingang an der Ost- und einem Nebeneingang an der Westseite. Der Bahnhof ist seit 2004 nicht mit Personal besetzt und wird von Jingū-mae aus ferngesteuert.
Der Bahnsteig der Gleise 1 und 2 kann nur für Ein- und Ausrückfahrten zum benachbarten Depot Toyoake verwendet werden. Es befindet sich südöstlich des Bahnhofs auf der gegenüberliegenden Seite der Isewangan-Autobahn und umfasst acht Gleise, von denen sechs dem Abstellen von Zügen dienen und zwei durch eine Wartungshalle führen.
Im Fiskaljahr 2019 nutzten durchschnittlich 5144 Fahrgäste täglich den Bahnhof.

## Gleise
| 1–4 | ▉ Nagoya-Hauptlinie | Kanayama • Meitetsu Nagoya • Meitetsu Gifu / Inuyama • Shin-Unuma / Saya |
| 5/6 | ▉ Nagoya-Hauptlinie | Chiryū • Toyohashi / Nishio                                              |

## Bilder

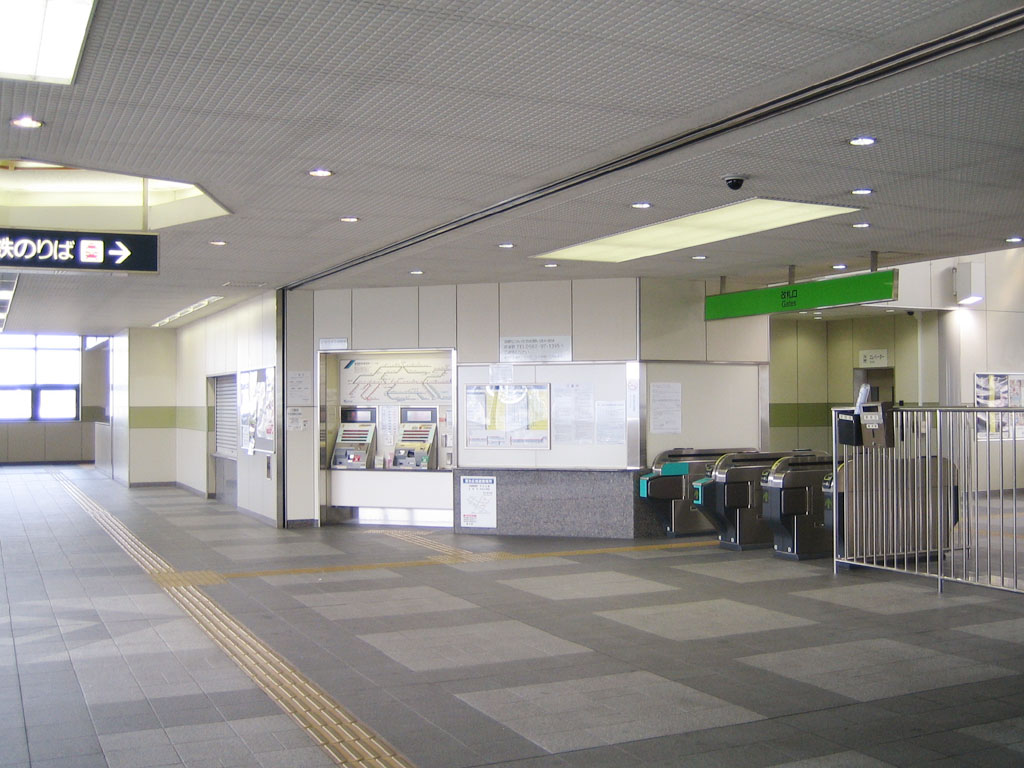
Bahnsteigsperren
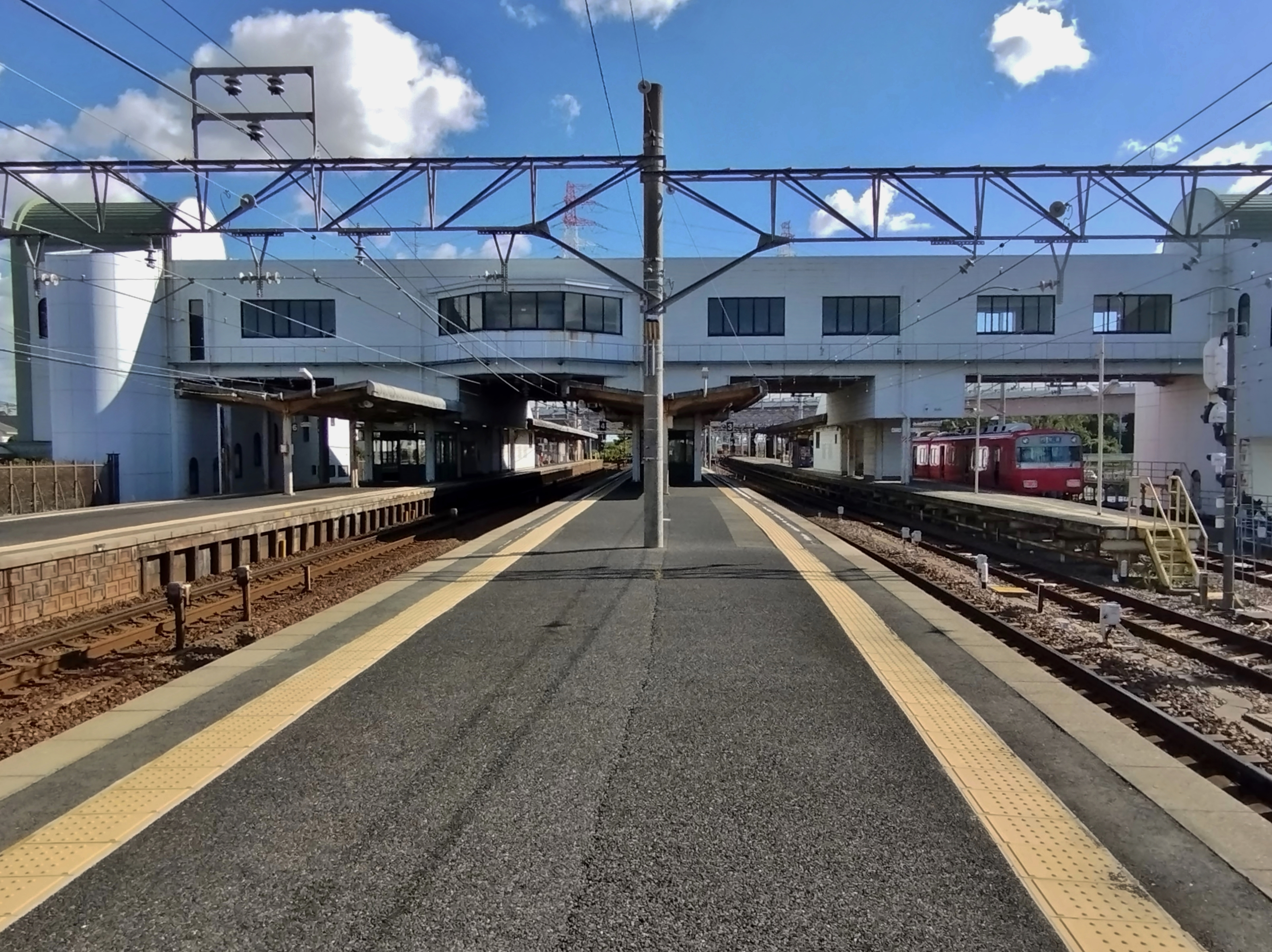
Ansicht der Bahnsteige
Gleisplan
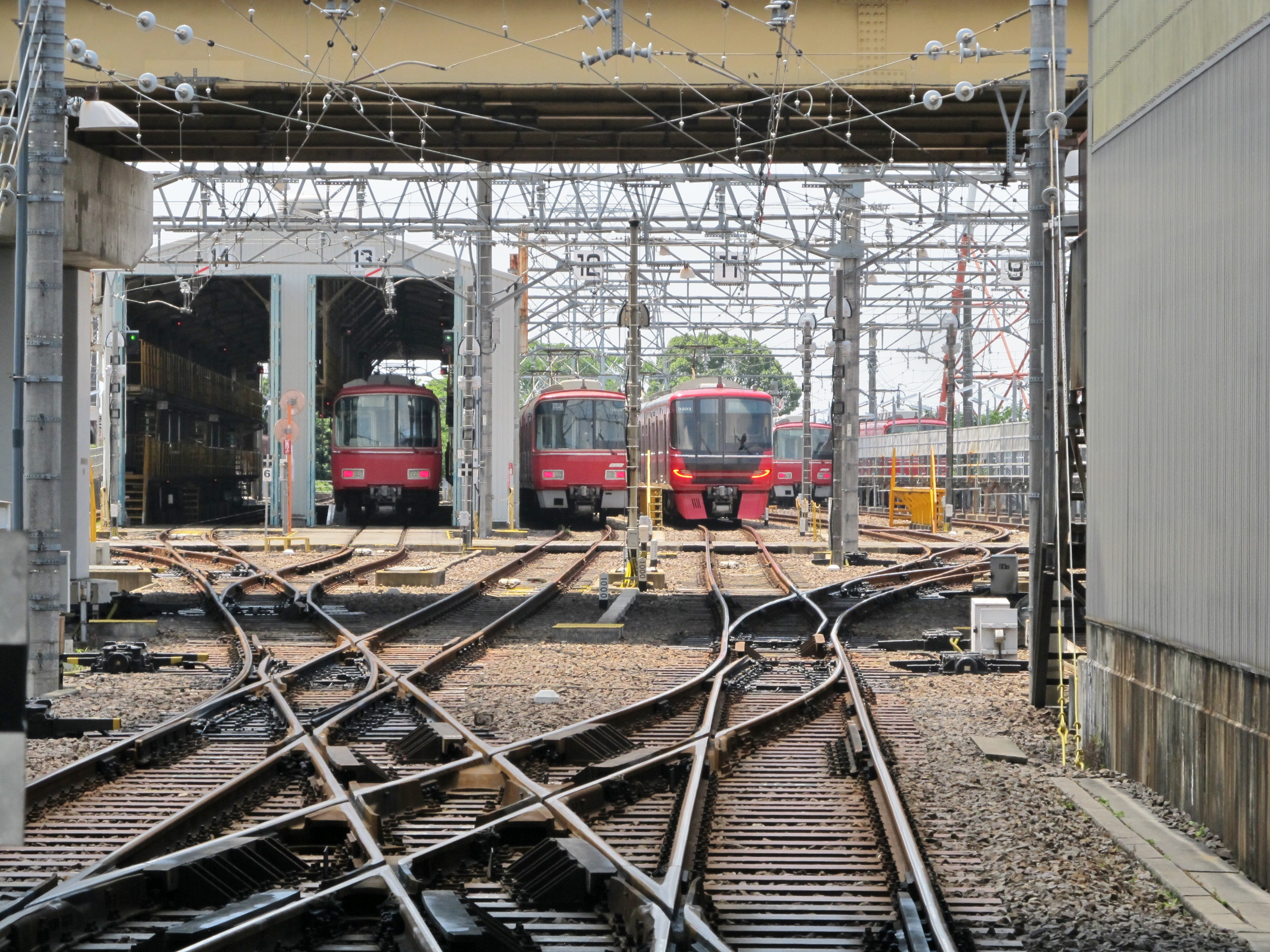
Depot Toyoake
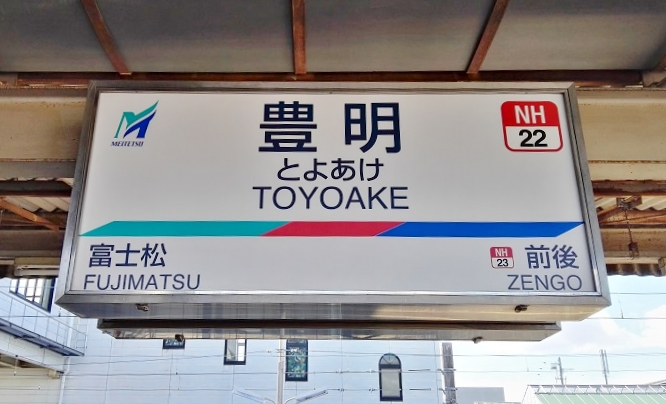
Bahnhofsschild

## Linien
| Verlauf der Meitetsu Nagoya-Hauptlinie |
| --- |
| Toyohashi • Ina • Odabuchi • Kō • Goyu • Meiden Akasaka • Meiden Nagasawa • Motojuku • Meiden Yamanaka • Fujikawa • Miai • Otogawa • Higashi-Okazaki • Okazakikōen-mae • Yahagibashi • Utō • Shin-Anjō • Ushida • Chiryū • Hitotsugi • Fujimatsu • Toyoake • Zengo • Chūkyō-keibajō-mae • Arimatsu • Sakyōyama • Narumi • Moto Hoshizaki • Moto Kasadera • Sakura • Yobitsugi • Horita • Jingū-mae • Kanayama • Sannō • Meitetsu Nagoya • Sakō • Higashi-Biwajima • Nishi-Biwajima • Futatsu-iri • Shinkawa-bashi • Sukaguchi • Marunouchi • Shin-Kiyosu • Ōsato • Okuda • • Kōnomiya • Shima-ujinaga • Myōkōji • Meitetsu Ichinomiya • Imaise • Iwato • Shin-Kisogawa • Kuroda • Kisogawa-zutsumi • Kasamatsu • Ginan • Chajo • Kanō • Meitetsu Gifu |

## Geschichte

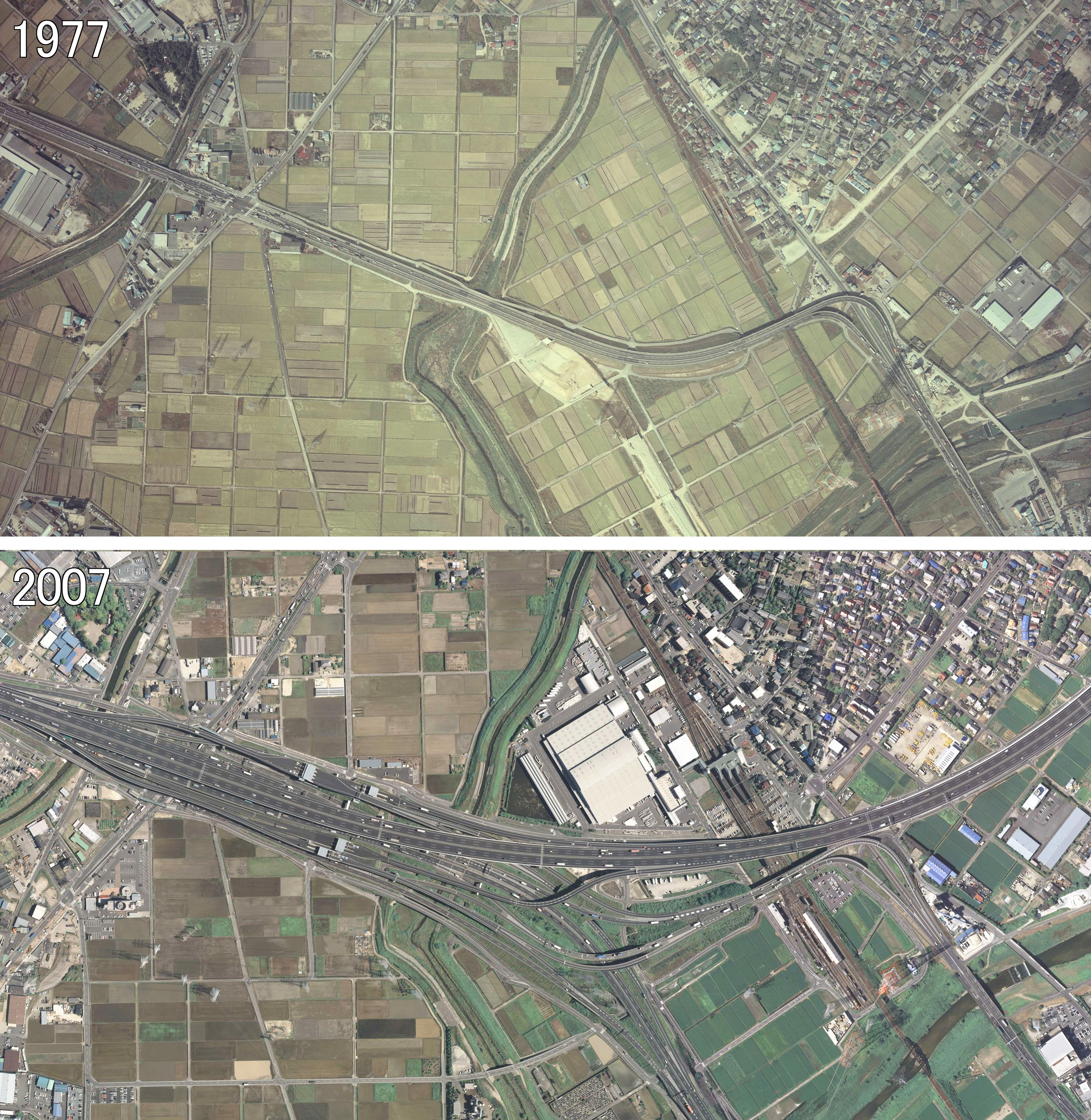
Lufansichten 1977 und 2007

Die Bahngesellschaft Aichi Denki Tetsudō (Aiden) verlängerte am 1. April 1923 die damalige Okazaki-Linie von der bisherigen Endstation Arimatsu bis zum provisorischen Haltepunkt Chiryū. Dabei nahm sie am selben Tag auch einen Bahnhof in Betrieb, der zunächst den Namen Ano (阿野) trug. 1935 ging die Aiden in der Meitetsu auf. Diese ließ 1953 das Empfangsgebäude umbauen und benannte den Bahnhof am 1. September 1956 in Toyoake um. 1962 stellte sie den Güterumschlag ein. Da der Bahnhof nicht mehr den gestiegenen Ansprüchen genügte, begannen im Mai 1995 der Bau eines Reiterbahnhofs und neuer Bahnsteige für Acht-Wagen-Züge; die Eröffnung der neuen Bauwerke erfolgte am 24. Februar 1996. 1999 folgte die Inbetriebnahme des Depots Toyoake.